# D112 (Finistère)
De D112 is een departementale weg in het West-Franse departement Finistère. De weg loopt van de N12 ten oosten van Brest naar de ringweg van Brest. De N12 loopt verder naar Rennes en Parijs. De D112 is in zijn geheel uitgebouwd tot ongelijkvloerse autoweg met gescheiden rijbanen.

## Geschiedenis
Oorspronkelijk was de D112 onderdeel van de N12. In 2006 werd de weg overgedragen aan het departement Finistère, omdat de weg geen belang meer had voor het doorgaande verkeer. De weg is toen omgenummerd tot D112.